# Deloria (cràter)
Deloria és un cràter d'impacte en el planeta Venus de 31,9 km de diàmetre. Porta el nom d'Ella Cara Deloria (1888-1971), lingüista, antropologa i escriptora sioux, i el seu nom va ser aprovat per la Unió Astronòmica Internacional el 1991.